# Долгоруков, Григорий Фёдорович
Князь Григо́рий Фёдорович Долгору́ков (7 октября 1657 — 15 августа 1723) — русский дипломат, наместник, сенатор, действительный тайный советник. Рюрикович в XXIV колене, из княжеского рода Долгоруковых.
Сын окольничего князя Фёдора Фёдоровича Долгорукова. Имел братьев: Якова, Луку и  Бориса Фёдоровичей. Владелец усадьбы Подмоклово.

## Биография
Стольник царицы Натальи Кирилловны (1668). Пожалован в царские стольники, ему было приказано жить у Государя Фёдора III Алексеевича в комнате (09 мая 1676). Комнатный стольник Петра I Алексеевича (1682). Подписался на Соборном уложении об отмене местничества (12 января 1682). Сопровождал Государя в Троице-Сергиев монастырь (18 сентября 1683). Государи указали за вину написать его с городом по Рузе, а поместья и вотчины отписать на государей (11 февраля 1686). Капитан Преображенского полка, участвовал в Азовском походе (1695—1696). Пожалован наместником Ростовским (1698).

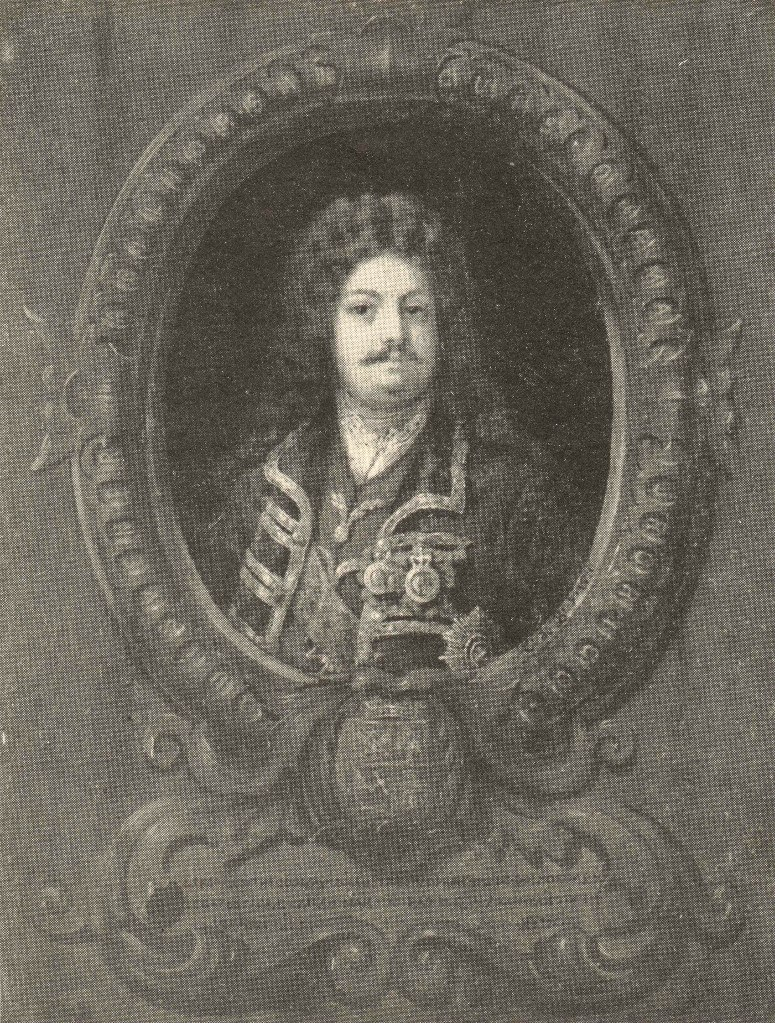
Гравюра 1721 г.

Генерал-адъютант, в 1700 году отправлен в Польшу с тайным поручением условиться с королём Августом относительно плана военных действий против шведов. Назначен чрезвычайным посланником и полномочным министром при польском дворе (ноябрь 1701). Когда Карл XII занял Варшаву и принудил Августа II отказаться от престола (1706), Долгоруков вернулся в Россию. В 1708 году, после измены Мазепы, руководил выборами нового украинского гетмана и добился избрания преданного России Скоропадского. Разбил шведского генерала Крузе (14 июня 1709). В 1709 году отличился в Полтавской битве, за что получил чин действительного тайного советника и несколько деревень (7 июля 1709). Сопровождал Петра I в Торунь и Мариенвердер (1709). Дана ему Андреевская лента и вновь назначен послом в Польше (7 октября 1709), принимал участие в заключении мира между Августом II и Тарногродской конфедерацией, итогом которого стал Немой сейм. Отозван в Петербург (1712), но вновь назначен на этот пост (1715) и окончательно отозван (1721).
Его заботы об интересах России и православия вызвали такую ненависть польского духовенства и всего общества, что в 1721 году Долгоруков по собственной просьбе был отозван из Варшавы и получил звание сенатора.
Владел поместьями и вотчинами в Московском, Малоярославецком, Оболенском и Тарусском уездах.
Умер (15 августа 1723) и погребён в Александро-Невской лавре.

## Семья

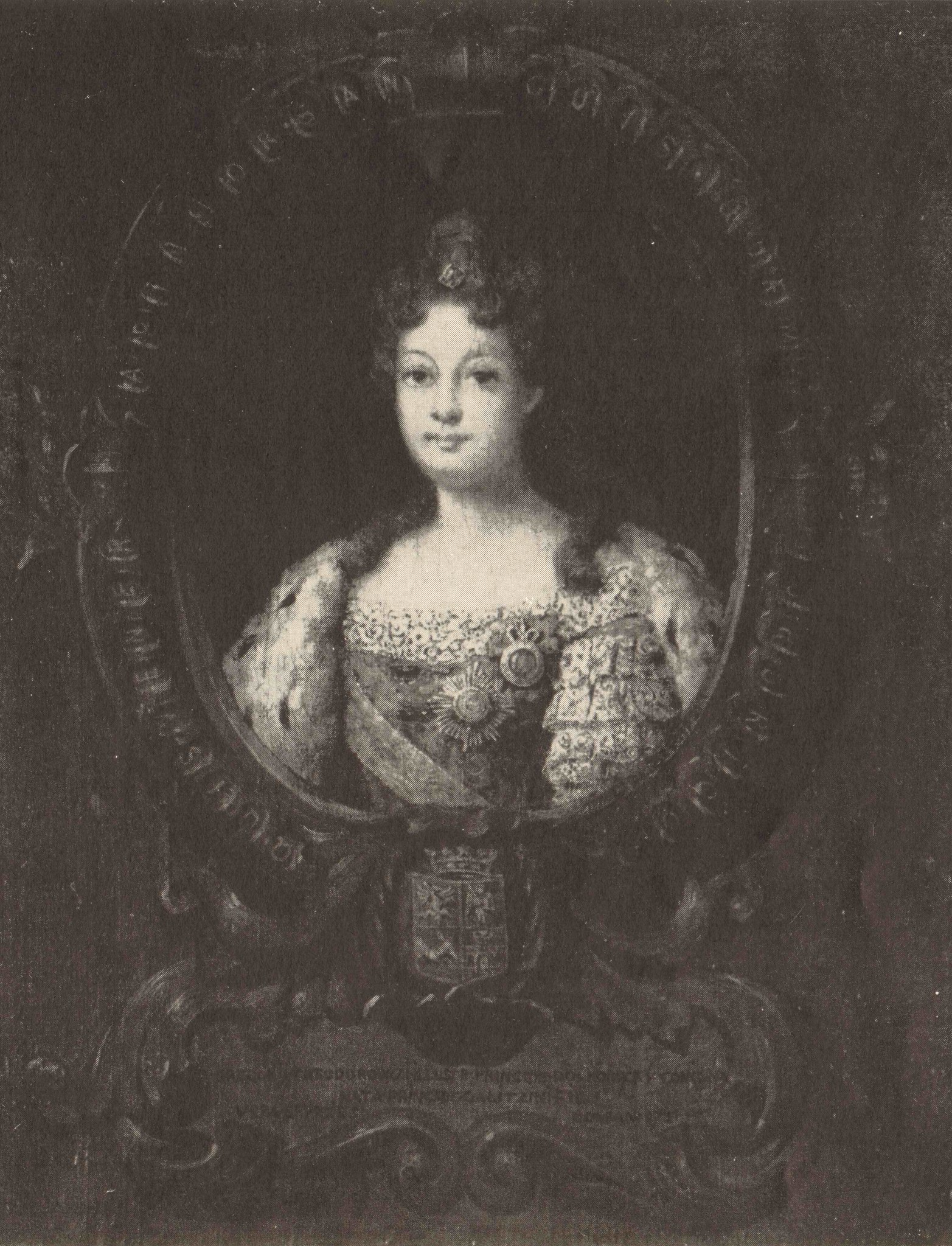
Портрет Марии Ивановны

Женат на княжне Марии Ивановне, дочери боярина И. А. Голицына и Ксении Ивановны урождённой Морозовой. Приняла монашество с именем Маргарита в Страстном монастыре (1732), будучи монахиней жила при дворе Государыни, упомянута (1741).
Дети:
- Алексей Григорьевич (?—1734)
- Иван Григорьевич (?—1739)
- Сергей Григорьевич (?—1739)
- Александра Григорьевна — замужем за Василием Фёдоровичем Салтыковым, братом царицы Прасковьи. Он обращался с нею жестоко, и она была вынуждена бежать к отцу, который начал за неё долгий бракоразводный процесс, их развели (1730) и Александру Григорьевну постригли в Нижегородском девичьем монастыре.

Сергей и Иван Долгоруковы по обвинению в государственной измене казнены в Новгороде (8 ноября 1739).